# Phacolithe
Ne doit pas être confondu avec Phacolite.

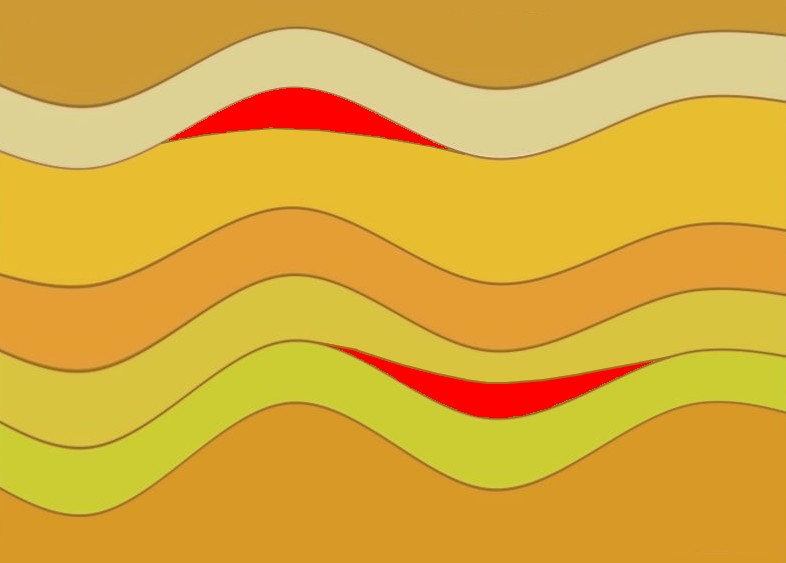
Diagramme en coupe transversale de phacolithes (rouge) dans des roches plissées plus anciennes.

Un phacolithe ou phacolite est un pluton de roche ignée parallèle au plan de stratification ou à la foliation de la roche encaissante plissée. Plus précisément, il a généralement une forme de lentille et peut se situer soit au sommet d'un anticlinal (une structure géologique en forme d'arête), soit au fond d'un synclinal (une structure en forme de creux). Dans des cas exceptionnels, ce corps rocheux peut s'étendre depuis le sommet d'un anticlinal jusqu'au fond d'un synclinal adjacent, ce qui lui donne une forme en S lorsque vu en coupe transversale. Dans des zones géologiques fortement plissées, les zones de charnière des plis sont des endroits où la pression est réduite, ce qui en fait des sites propices à la migration et à l'intrusion du magma.
Le terme phacolithe a été inventé et défini par le géologue anglais Alfred Harker dans son ouvrage The Natural History of Igneous Rocks en 1909.

## Exemples de phacolites
- dans les régions de Franklin et de Hambourg du comté de Sussex, New Jersey[2]
- le pluton Omey en Irlande[3]
- près de Bayalan, district d'Ajmer, Rajasthan en Inde[4]
- Corndon Hill, dans le Shropshire, Angleterre[5],[6]